# Salar de la Azufrera
El salar de la Azufrera es un lago de aguas con sedimentos de sales ubicado en la Región de Atacama. El término se aplica también a la correspondiente cuenca endorreica de la que el salar es el punto de equilibrio.
Sus características morfométricas y climatológicas más relevantes son:: 13 
- Altitud media: 3580 m s. n. m.
- Altitud máxima: 5488 m s. n. m.
- Temperatura media: 3 °C
- Precipitaciones: 120 mm/año
- Evaporación: 1100 mm/año
- Salinidad mínima: 548 mg/l
- Salinidad máxima: 323473 mg/l
- Área de la cuenca: 214 km²
- Área del salar: 3,3 km²
- Área agua: 0,02 km²

El inventario de cuencas de Chile le asigna la "Cuencas endorreicas entre Frontera y Vertiente del Pacífico (030)", subcuenca 01 a esta cuenca endorreica.

## Historia
Luis Risopatrón describe el salar en su Diccionario Jeográfico de Chile de 1924:: 59 
Azufrera (Salar de la) 25° 29' 68° 49’. De pequeña estension, con un pozo de agua salobre i un corral espacioso, se encuentra al pié W del cerro del mismo nombre, a 3 587 m de altitud, hacia el N del salar de Agua Amarga. 117, p. 145 i 172; 134; i 156; i laguna del Plato en 137, carta II de Darapsky (1900).